# Aberia (Plantae)
Aberia, nekadašnji biljni rod kojemu je pripadalo 11 vrsta od kojih su sve uklopljene u rod dovijalis (Dovyalis), porodica vrbovke (Salicaceae).
Opisao ga je 1844. njemački botaničar Christian Ferdinand Friedrich Hochstetter (Hochst.).

## Vrste (sinonimi)
- Aberia abyssinica (A. Rich.) Clos = Dovyalis abyssinica (Rich.) Warb.[2]
- Aberia caffra Hook. fil. ex Harv. & Sond. = Dovyalis caffra (Hook. fil. ex Harv. & Sond.) Warb.[2]
- Aberia edulis T. Anders. = Dovyalis caffra (Hook. fil. ex Harv. & Sond.) Warb.[2]
- Aberia gardneri Clos = Dovyalis hebecarpa (Gardn.) Warb.[2]
- Aberia hebecarpa (Gardn.) Kuntze = Dovyalis hebecarpa (Gardn.) Warb.[2]
- Aberia longispina Harv. = Dovyalis longispina (Harv.) Warb.[2]
- Aberia macrocalyx Oliv. = Dovyalis macrocalyx (Oliv.) Warb.[2]
- Aberia mollis Oliv. = Dovyalis mollis (Oliv.) Warb.[2]
- Aberia tristis Sond. = Dovyalis zeyheri (Sond.) Warb.[2]
- Aberia verrucosa Hochst. = Dovyalis verrucosa (Hochst.) Warb.[2]
- Aberia zeyheri Sond. = Dovyalis zeyheri (Sond.) Warb.[2]